# المرطوم
المرطوم هي بلدة في فلسطين.
وهي موضع ورد ذكره في نص الإقطاع الذي اقطعه رسول الله (ص) إلى تميم الداري. ويرى الباحثون [بحاجة لمصدر] أنها (رامة الخليل) الواقعة في شمال الخليل على بعد ميل ونصف الميل. وورد في كتاب (الانس الجليل)، للعليمي: أن إبراهيم عليه السلام كان مقيماً في (ممرى) والراجح أنها المرطوم.